# 1994-es olaszországi parlamenti választások
Az 1994-es olaszországi parlamenti választásokat 1994. március 27-28. között tartották, aminek során az Olasz parlament két házának képviselőit és szenátorait választják meg.
| Koalíciós listavezető    | Silvio Berlusconi                         | Achille Occhetto                          | Mariotto Segni                            |
| ------------------------ | ----------------------------------------- | ----------------------------------------- | ----------------------------------------- |
| Párt neve                | Forza Italia                              | Baloldali Demokratikus Párt               | Segni Megállapodása                       |
| Választási koalíció      | Szabadság Pólusa Jó Kormány Pólusa        | Haladók Szövetsége                        | Megállapodás Olaszországért               |
| Szavazatok száma         | 16 585 516 42,84%                         | 13 308 244 34,34%                         | 6 098 986 15,75%                          |
| Mandátumok               | Képviselőház:366 / 630 Szenátus:156 / 315 | Képviselőház:213 / 630 Szenátus:122 / 315 | Képviselőház: 46 / 630 Szenátus: 31 / 315 |
| Változás %               | új koalíció                               | új koalíció                               | új koalíció                               |
| Változás a mandátumokban | új koalíció                               | új koalíció                               | új koalíció                               |

## Választási rendszer
Ez volt az első választás, amit 1993-ban Mattarellum néven életbe lépett új választási törvény szerint tartottak meg. Ez egy vegyes rendszer volt: Képviselőház esetén a mandátumok 75%-át egyéni választókerületek adták, 25%-ban pedig országos lista alapján. A Képviselőházban 4%-os lett a bejutási küszöb. A Szenátus esetén a mandátumok 25%-át a töredékszavazatok alapján osztották ki. A Szenátusban emellett 83 mandátumot regionális alapon osztották ki.

## Választókerületek
A törvény értelmében a Képviselőháznak 475 választói kollégium és 26 választókerületet, a Szenátusnak 232 választói kollégiumot és 20 (az olasz régiók területeivel megegyező) választókerületek osztottak ki.

### Képviselőház
1. Piemonte 1 (Torino);
2. Piemonte 2 (Cuneo, Alessandria, Asti, Novara, Vercelli, Biella és Verbano-Cusio-Ossola);
3. Lombardia 1 (Milánó);
4. Lombardia 2 (Bergamo, Brescia, Como, Sondrio, Varese és Lecco);
5. Lombardia 3 (Pavia, Lodi, Cremona és Mantova);
6. Trentino-Alto Adige;
7. Veneto 1 (Padova, Verona, Vicenza és Rovigo);
8. Veneto 2 (Velence, Treviso és Belluno);
9. Friuli-Venezia Giulia;
10. Liguria;
11. Emilia-Romagna;
12. Toszkána;
13. Umbria;
14. Marche;
15. Lazio 1 (Róma);
16. Lazio 2 (Latina, Frosinone, Viterbo és Rieti);
17. Abruzzo;
18. Molise;
19. Campania 1 (Nápoly);
20. Campania 2 (Avellino, Benevento, Caserta és Salerno);
21. Puglia;
22. Basilicata;
23. Calabria;
24. Szicília 1 (Palermo, Agrigento, Caltanissetta és Trapani);
25. Szicília 2 (Catania, Messina, Enna, Ragusa és Siracusa);
26. Szardínia;
27. Valle d'Aosta

### Szenátus

Szenátusi mandátumok a 12. parlamenti ciklusban

1. Piemonte;
2. Valle D'Aosta;
3. Lombardia;
4. Trentino-Alto Adige;
5. Veneto;
6. Friuli-Venezia Giulia;
7. Liguria;
8. Emilia-Romagna;
9. Toszkána;
10. Umbria;
11. Marche;
12. Lazio;
13. Abruzzo;
14. Molise;
15. Campania;
16. Puglia;
17. Basilicata;
18. Calabria;
19. Szicília;
20. Szardínia.

## Politikai helyzet
A választások előtt jelentős fordulatok álltak be az olasz belpolitikában:
- 1992-1993 között elhatalmasodott a Tangentopoli-ügy, aminek keretében a kor vezetői politikusait tartóztatták le, kihallgatták és bírósági tárgyalásokon tettek vallomásokat. Az ügyeket a sajtó folyamatosan nyomon követte, aminek folyamában teljesen elvesztette hitelét a választók előtt a politikai elit.[1]
- 1993 augusztusában életbe lépett a Sergio Mattarella által beterjesztett új választási törvény, amit az ügydöntő népszavazáson támogattak. Az új törvénnyel vegyes választási rendszer jött létre, emellett a helyhatósági választásokon a polgármestereket innentől kezdve közvetlenül választják meg.
- Az 1993-as helyhatósági választásokon történelmi változások lettek. Az Északi Liga nyerte el a városvezetést Alessandriaban, Lodiban, Novaraban, Vercelliben, Milánóban, Leccoban, Paviaban és Pordenoneban. Az Olasz Szociális Mozgalom nyert Latina, Chieti, Benevento, Caltanissetta városvezetéseiben.
- Az ország életét 1948 óta meghatározó pártok közül az Olasz Kereszténydemokrata Párt összeomlott, helyét sok helyen az Északi Liga és az Olasz Szociális Mozgalom vette át.[2] A két párt közül az előbbi csak az északi, az utóbbi csak a déli tartományokban volt népszerű. A kereszténydemokraták utódpártja az Olasz Néppárt lett, amely 9-11%-ot ért el a későbbi választásokon és 2002-ben betagozódott a Margaréta-pártba.
- Az Olasz Szociális Mozgalom egyre mérsékeltebb szellemiségű lett és a választásokon felvették a Nemzeti Szövetséget másik névként. A párt utódja 1995-ben lesz a Nemzeti Szövetség.
- 1994 januárjában Silvio Berlusconi bejelentette, hogy megalapítja a Forza Italia pártot, amibe főleg a volt szocialista, kereszténydemokrata és liberális szavazókat várta, hogy egy jobbközép-liberális gyűjtőpárt jöjjön létre.[3]

## Választási koalíciók
| Koalíció neve | Koalíció neve | Elhelyezkedés | Ideológia | Listavezető       |
| ------------- | --- | ------------- | --- | ----------------- |
|               | Szabadság Pólusa és Jó Kormány Pólusa Koalíció tagjai voltak a Forza Italia, Nemzeti Szövetség, Északi Liga, Pannella Listája , Kereszténydemokrata Centrum, Közép Uniója és Szabad Demokraták Pólusa                                       | Jobbközép     | Liberalizmus, Liberizmus, Kereszténydemokrácia, Konzervativizmus, Nemzeti konzervativizmus, Liberális konzervativizmus, Jobboldali populizmus, Nacionalizmus, Föderalizmus, Autonomizmus, Regionalizmus, Antikommunizmus, Anti-etatizmus, Radikalizmus                        | Silvio Berlusconi |
|               | Haladók Szövetsége Koalíció tagjai voltak a Baloldali Demokratikus Párt, Kommunista Újjászerveződés Pártja, Olasz Szocialista Párt, A Hálózat, Demokratikus Szövetség, Keresztényszociálisak, Zöldek Szövetsége és Szocialista Újjászületés | Baloldal      | Szociáldemokrácia, Keresztényszocializmus, Progresszizmus, Ökoszocializmus, Szocializmus, Ökologizmus, Eurokommunizmus, Neomarxizmus, Demokratikus szocializmus, Antifasizmus, Antiliberalizmus, Korrupcióellenesség, Laicizmus, Legalitarizmus, Környezetvédelem, Pacifizmus | Achille Occhetto  |
|               | Megállapodás Olaszországért Koalíció tagjai Olasz Néppárt, Segni Megállapodása, Olasz Republikánus Párt és Szabad Demokrata Unió | Középpártiság | Centrizmus, Kereszténydemokrácia, Keresztényszocializmus, Szociálliberalizmus, Liberális demokrácia, Antifasizmus, Antikommunizmus, Republikanizmus, Mazzinianizmus | Mariotto Segni    |

## Eredmények

### Képviselőház

#### Többségi

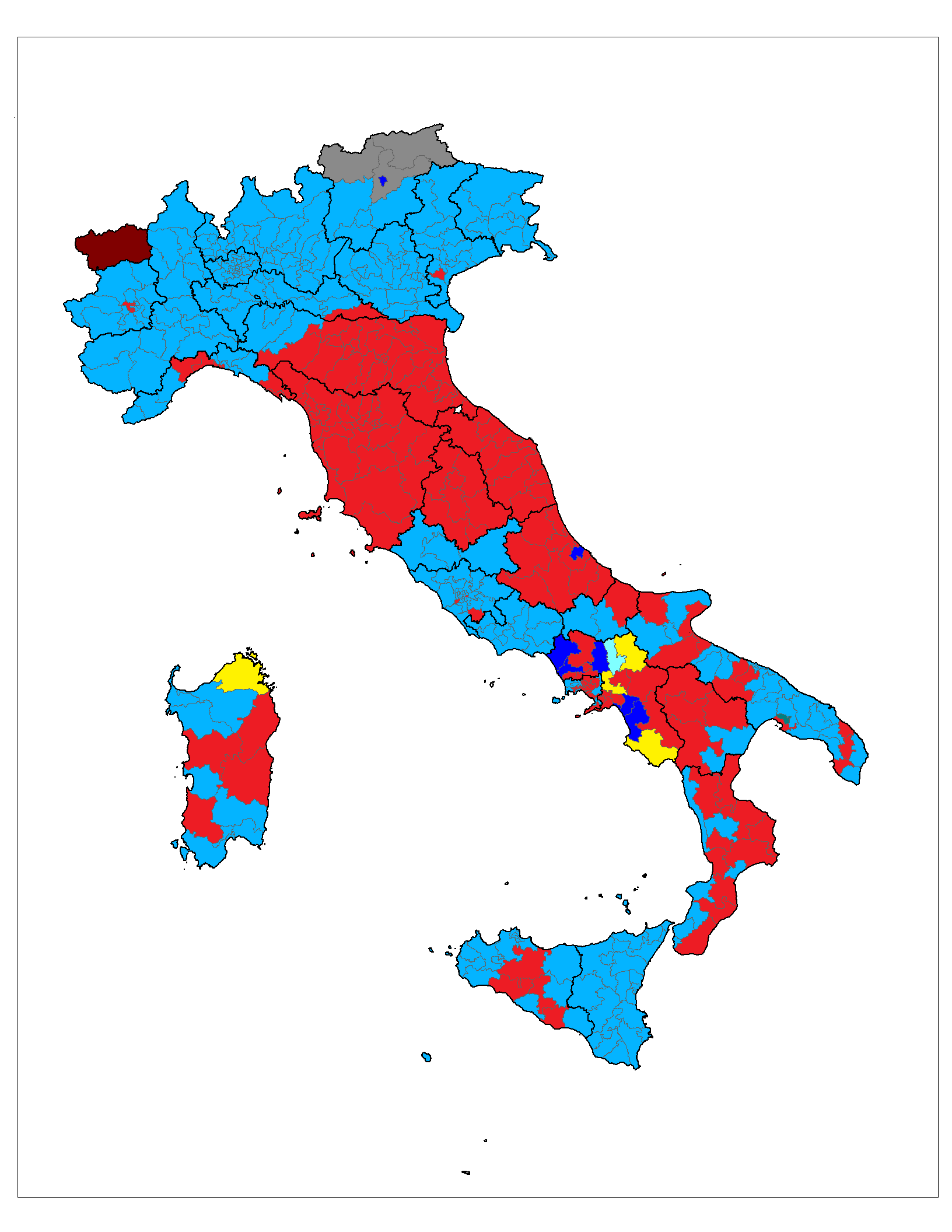
Egyéni választókerületek győztes koalíciói.

| Koalíció neve                                                       | Koalíció neve                                           | Szavazatok (%) | Szavazatok száma | Mandátumok száma |
| ------------------------------------------------------------------- | ------------------------------------------------------- | -------------- | ---------------- | ---------------- |
|                                                                     | Szabadság Pólusa (PdL) (csak az északi tartományokban)  | 22,77          | 8.767.720        | 164              |
| Jó Kormány Pólusa (PBG) (csak a déli tartományokban)                | 14,89                                                   | 5.732.890      | 129              |                  |
| Nemzeti Szövetség (AN)                                              | 6,67                                                    | 2.566.848      | 8                |                  |
| Forza Italia (FI) (Abruzzo, Campania 2 és Marche választókerületek) | 1,76                                                    | 679.154        | 1                |                  |
| Szabadság Pólusa/Jó Kormány Pólusa Összesen                         | 46,09                                                   | 17.746.612     | 302              |                  |
|                                                                     | Haladók Szövetsége (AdP)                                | 32,81          | 12.632.680       | 164              |
|                                                                     | Megállapodás Olaszországért (PpI)                       | 15,63          | 6.019.038        | 4                |
|                                                                     | Pannella Listája (LP)                                   | 1,12           | 432.667          | 0                |
|                                                                     | Déltiroli Néppárt (SVP)                                 | 0,49           | 188.017          | 3                |
|                                                                     | Szociáldemokrácia a Szabadságért (SpL)                  | 0,38           | 147.493          | 0                |
|                                                                     | Déli Akció Ligája (LAM)                                 | 0,13           | 46.820           | 1                |
|                                                                     | Vallée d'Aoste - Autonomie Progrès Fédéralisme (VA-APF) | 0,11           | 43.700           | 1                |
|                                                                     | Egyebek                                                 | 3,24           | 1.247.131        | 0                |
| Összesen                                                            | Összesen                                                | 100,00         | 38.504.158       | 475              |

#### Arányos

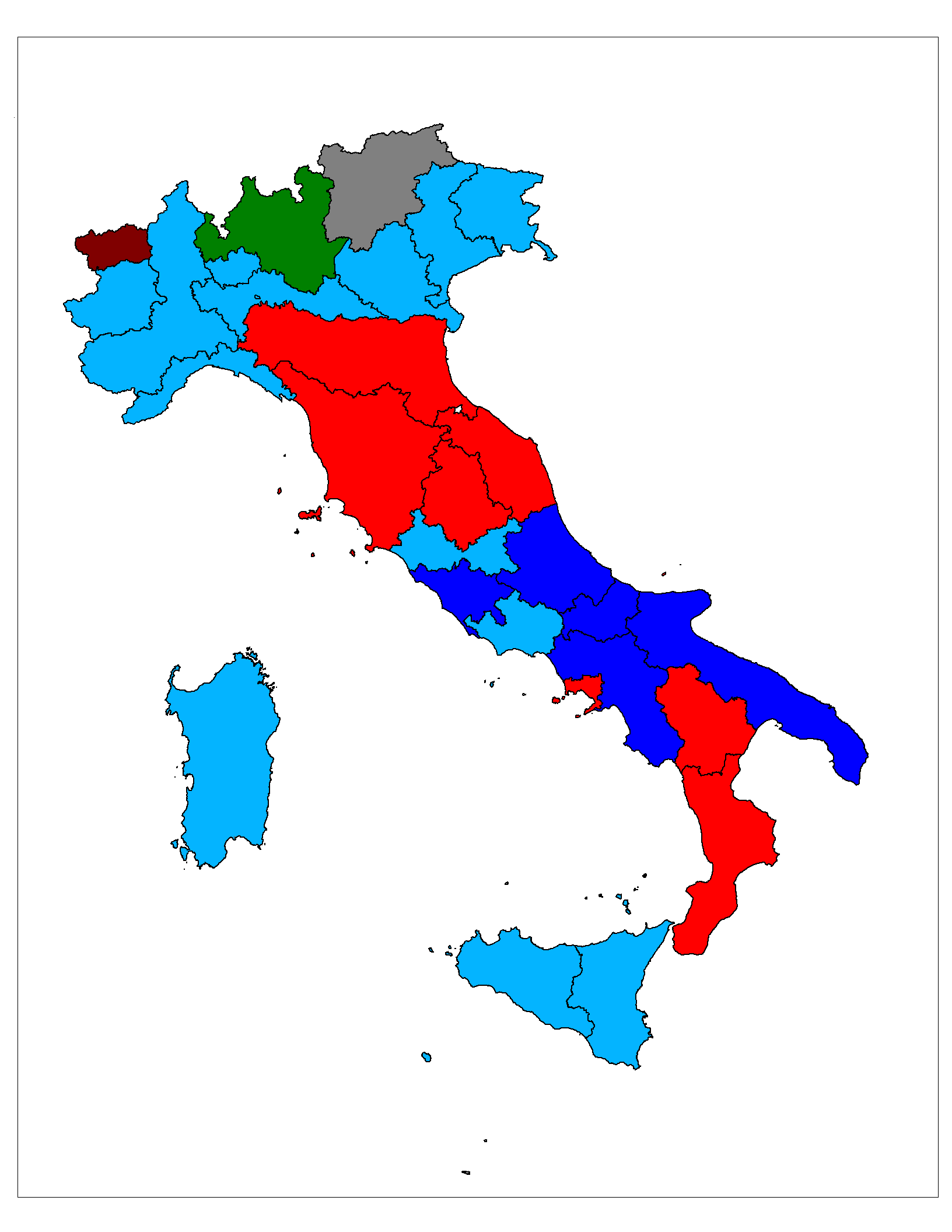
Győztes pártok az egyéni választókerületekben.

| Párt neve                                   | Párt neve                                   | Szavazatok (%) | Szavazatok száma | Mandátumok száma |
| ------------------------------------------- | ------------------------------------------- | -------------- | ---------------- | ---------------- |
|                                             | Forza Italia (FI)                           | 21,01          | 8.136.135        | 30               |
| Nemzeti Szövetség (AN)                      | 13,47                                       | 5.214.133      | 23               |                  |
| Északi Liga (LN)                            | 8,36                                        | 3.235.248      | 11               |                  |
| Szabadság Pólusa/Jó Kormány Pólusa Összesen | Szabadság Pólusa/Jó Kormány Pólusa Összesen | 42,84          | 16.585.516       | 64               |
|                                             | Baloldali Demokratikus Párt (PDS)           | 20,36          | 7.881.646        | 38               |
| Kommunista Újjászerveződés Pártja (PRC)     | 6,05                                        | 2.353.946      | 11               |                  |
| Zöldek Szövetsége (FdV)                     | 2,70                                        | 1.047.268      | 0                |                  |
| Olasz Szocialista Párt (PSI)                | 2,19                                        | 849.429        | 0                |                  |
| A Hálózat - Mozgalom a Demokráciáért        | 1,86                                        | 719.841        | 0                |                  |
| Demokrata Szövetség (AD)                    | 1,18                                        | 456.114        | 0                |                  |
| Haladók Szövetsége Összesen                 | Haladók Szövetsége Összesen                 | 34,34          | 13.308.244       | 49               |
|                                             | Olasz Néppárt (PPI)                         | 11,07          | 4.287.172        | 29               |
| Segni Megállapodása (PS)                    | 4,68                                        | 1.811.814      | 13               |                  |
| Totale Megállapodás Olaszországért          | Totale Megállapodás Olaszországért          | 15,75          | 6.098.986        | 42               |
|                                             | Pannella Listája (LP)                       | 3,51           | 1.359.283        | 0                |
|                                             | Déltiroli Néppárt (SVP)                     | 0,60           | 231.842          | 0                |
|                                             | Szociáldemokrácia a Szabadságért (SpL)      | 0,46           | 179.495          | 0                |
|                                             | Olaszország Programja (PI)                  | 0,39           | 151.328          | 0                |
|                                             | Lombardiai Alpesi Liga (LAL)                | 0,35           | 136.782          | 0                |
|                                             | Venetoi Alpesi Liga (LAV)                   | 0,27           | 103.764          | 0                |
|                                             | Déli Akció Ligája (LAM)                     | 0,15           | 59.873           | 0                |
|                                             | Egyéb pártok                                | 1,34           | 525.780          | 0                |
| Összesen                                    | Összesen                                    | 100,00         | 38.720.893       | 155              |

### Szenátus
| Párt neve                                         | Párt neve                                               | Szavazatok (%) | Szavazatok száma | Mandátumok száma |
| ------------------------------------------------- | ------------------------------------------------------- | -------------- | ---------------- | ---------------- |
|                                                   | Szabadság Pólusa (PdL)                                  | 19,87          | 6.570.468        | 82               |
| Jó Kormány Pólusa (PBG)                           | 13,74                                                   | 4.544.573      | 64               |                  |
| Nemzeti Szövetség (AN)                            | 6,28                                                    | 2.077.934      | 8                |                  |
| Pannella Listája (LP)                             | 2,32                                                    | 767.765        | 1                |                  |
| Forza Italia-Kereszténydemokrata Centrum (FI-CCD) | 0,45                                                    | 149.965        | 1                |                  |
| Szabadság Pólusa/Jó Kormány Pólusa Összesen       | 42,60                                                   | 14.110.705     | 156              |                  |
|                                                   | Haladók Szövetsége (AdP)                                | 32,90          | 10.881.320       | 122              |
|                                                   | Megállapodás Olaszországért (PpI)                       | 16,69          | 5.519.090        | 31               |
|                                                   | Nyugdíjasok Pártja (PP)                                 | 0,76           | 250.637          | 0                |
|                                                   | Lombardiai Alpesi Liga (LAL)                            | 0,74           | 246.046          | 1                |
|                                                   | Déltiroli Néppárt (SVP)                                 | 0,66           | 217.137          | 3                |
|                                                   | Venetoi Autonomista Liga                                | 0,50           | 165.370          | 0                |
|                                                   | Olasz Szocialista Párt (PSI)                            | 0,31           | 103.490          | 0                |
|                                                   | Zöldek Szövetsége (VF)                                  | 0,30           | 100.418          | 0                |
|                                                   | Szárd Akció Párt (PSd'Az)                               | 0,27           | 88.225           | 0                |
|                                                   | Természetes Törvények Pártja                            | 0,26           | 86.579           | 0                |
|                                                   | Szociáldemokrácia a Szabadságért                        | 0,24           | 80.264           | 0                |
|                                                   | Olaszország Programmja                                  | 0,24           | 78.569           | 0                |
|                                                   | Angela Bossi Ligája                                     | 0,22           | 72.455           | 0                |
|                                                   | Zöld Zöldek (VV)                                        | 0,21           | 68.218           | 0                |
|                                                   | Vallée d'Aoste - Autonomie Progrès Fédéralisme (VA-APF) | 0,08           | 27.493           | 1                |
|                                                   | Egyéb pártok                                            | 3,02           | 978.533          | 0                |
| Összesen                                          | Összesen                                                | 100,00         | 33.074.549       | 315              |

## Mandátumok

Képviselőházi mandátumok a 12. parlamenti ciklusban

### Képviselőház
| Pártok   | Pártok | Mandátumok száma  |
| -------- | --- | ----------------- |
|          | Szabadság Pólusa Jó Kormány Pólusa Forza Italia Nemzeti Szövetség Északi Liga Szabadság Pólusa+Jó Kormány Pólusa | 164 129 31 11 366 |
|          | Haladók Szövetsége Baloldali Demokratikus Párt Kommunista Újjászerveződés Pártja Haladók Szövetsége Összesen     | 164 38 11 213     |
|          | Olasz Néppárt Segni Megállapodása Megállapodás Olaszországért Összesen                                           | 29 13 4 46        |
|          | Déltiroli Néppárt                                                                                                | 3                 |
|          | Déli Akció Ligája                                                                                                | 1                 |
|          | Vallée d'Aoste - Autonomie Progrès Fédéralisme                                                                   | 1                 |
| Összesen | Összesen | 630               |

### Szenátus
| Párt neve | Párt neve | Mandátumok száma |
| --------- | --- | ---------------- |
|           | Szabadság Pólusa Jó Kormány Pólusa Nemzeti Szövetség Forza Italia-Kereszténydemokrata Centrum Pannella Listája Szabadság Pólusa+Jó Kormány Pólusa Összesen | 82 64 8 1 156    |
|           | Haladók Szövetsége | 122              |
|           | Megállapodás Olaszországért | 31               |
|           | Déltiroli Néppárt | 3                |
|           | Lombardiai Alpesi Liga | 1                |
|           | Magris Listája | 1                |
|           | Vallée d'Aoste - Autonomie Progrès Fédéralisme | 1                |
| Összesen  | Összesen | 315              |

## Területi sajátosságok

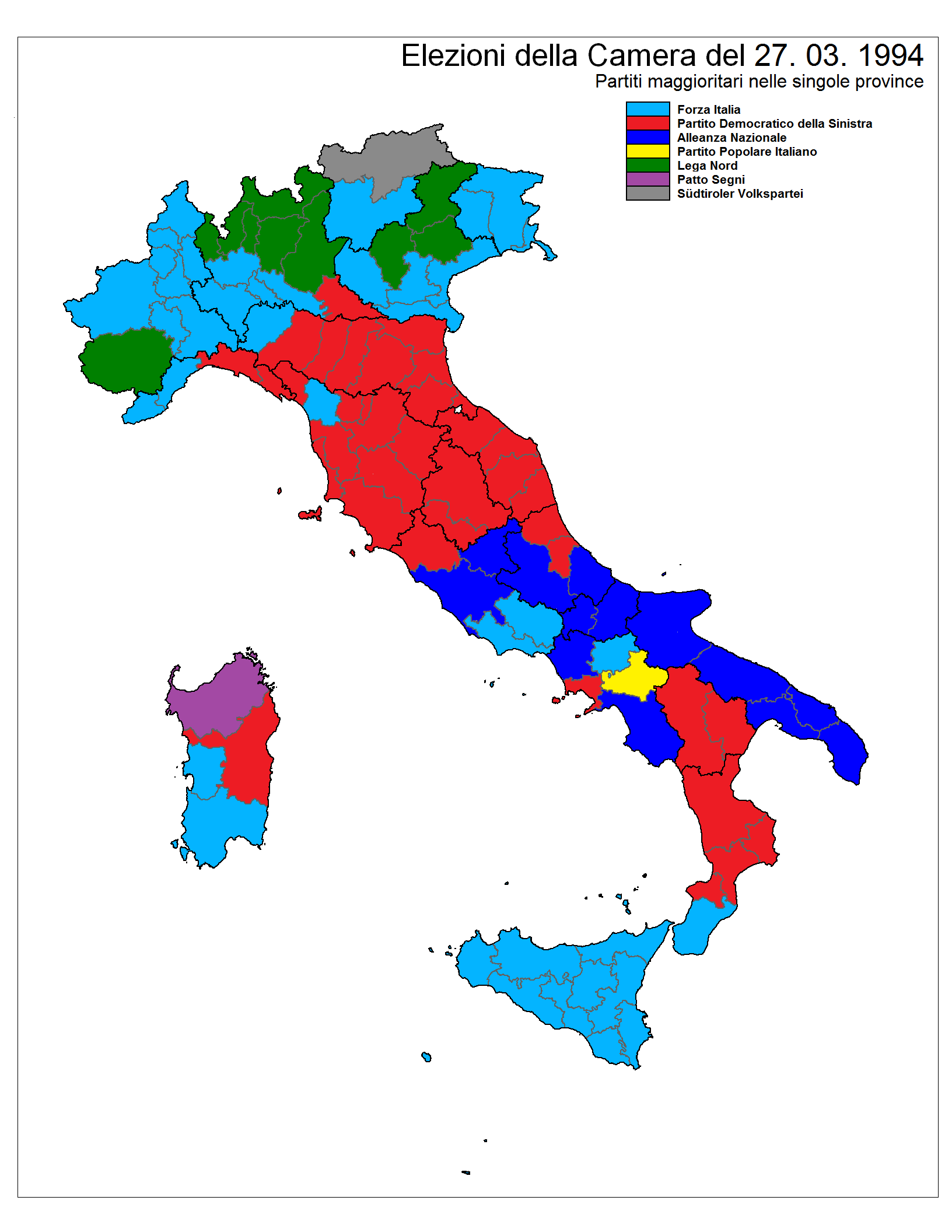
Győztes pártok megyénként a képviselőházi választáson

A jobbközép Szabadság Pólusa-Jó Kormány Pólusa koalíción belül a Forza Italia Piemont, Friuli-Venezia Giulia, Szicília és Lombardia legtöbb megyéjében győzött. Az Északi Liga Torino, Bergamo, Brescia, Sondrio, Vicenza, Treviso és Belluno megyékben győzött. A Nemzeti Szövetség Campobasso, Puglia összes megyéjében győzött, Lazioban Rieti és Róma megyében, Campaniaban Caserta és Salerno megyében, Abruzzoban L'Aquila megyében aratott győzelmet. A koalíció az Olasz Kereszténydemokrata Párt egykori fellegváraiban győzött.
A baloldali Haladók Szövetsége Emilia-Romagna (kivéve Piacenza megye), Marcheban, Basilicataban, Toszkánában (kivéve Lucca megye), Umbriaban aratott győzelmet. A koalíció nyert még Viterbo, Mantova, Nápoly és Nuoro megyékben. Abruzzoban Pescara és Teramo megyékben győzött. A koalíció az Olasz Kommunista Párt egykori fellegváraiban győzött.
Segni Megállapodása Koalíció Sassari és Avellino megyékben győzött.

## Választások után
Megalakult Silvio Berlusconi kormánya, amiben a Forza Italia, Északi Liga, Kereszténydemokrata Centurm a posztfasiszta Nemzeti Szövetség is benne volt. A második világháború óta ez volt az első eset, amikor fasiszták is kormánykoalícióba kerültek be. 1994. április 25-én a felszabadulás napján , az "újfasizmus ellen" tömegtüntetés volt Milánóban az új kormány ellen, aminek a Nemzeti Szövetség része volt.  Számos nemzetközi megfigyelő és nyugati politikus aggodalmát fejezte ki az olasz demokrácia miatt ezen fejlemények miatt.

## Fordítás
- Ez a szócikk részben vagy egészben  az   Italian general election, 1994 című angol Wikipédia-szócikk ezen változatának fordításán alapul.  Az eredeti cikk szerkesztőit annak laptörténete sorolja fel. Ez a jelzés csupán a megfogalmazás eredetét és a szerzői jogokat jelzi, nem szolgál a cikkben szereplő információk forrásmegjelöléseként.
- Ez a szócikk részben vagy egészben  az   Elezioni politiche italiane del 1994 című olasz Wikipédia-szócikk ezen változatának fordításán alapul.  Az eredeti cikk szerkesztőit annak laptörténete sorolja fel. Ez a jelzés csupán a megfogalmazás eredetét és a szerzői jogokat jelzi, nem szolgál a cikkben szereplő információk forrásmegjelöléseként.